# Aristolochia forrestiana
Aristolochia forrestiana J.S.Ma – gatunek rośliny z rodziny kokornakowatych (Aristolochiaceae Juss.). Występuje endemicznie w Chinach, w prowincji Junnan.

## Morfologia
PokrójBylina pnąca o trwałych i nagich pędach.
LiścieMają owalny kształt. Mają 9–13 cm długości oraz 3–5 cm szerokości. Są skórzaste. Nasada liścia ma sercowaty kształt. Z ostrym wierzchołkiem. Ogonek liściowy jest nagi i ma długość 2–3 cm.
KwiatyPojedyncze. Mają purpurową barwę. Dorastają do 15–20 mm długości i 5 mm szerokości. Mają kształt zakrzywionej tubki. Są owłosione wewnątrz.

## Biologia i ekologia
Rośnie w lasach. Występuje na wysokości od 1000 do 1300 m n.p.m.